# Producció ajustada
La producció ajustada (en anglès, lean manufacturing) és un tipus d'organització de la producció que inclou operacions, venedors, i relacions de clients. Exigeix menys capital, menys esforç humà, menys espai i menys temps per fer productes amb menys defectes seguint els desigs precisos dels clients.
La producció ajustada és una filosofia de gestió enfocada a la reducció dels set tipus de malbaratament: sobreproducció, temps d'espera, transport, excés de processament, inventari, producció defectuosa i potencial humà subutilitzat. Eliminant el malbaratament, la qualitat millora i el temps de producció i el cost, es redueixen. Les eines "lean" (en anglès, "sense greix" o "àgil") inclouen processos continus d'anàlisi (kaizen), producció "pull" (en el sentit de kanban), i elements i processos "a prova d'errors" (Poka-Yoke).
Un aspecte crucial és que la majoria dels costos es calculen en l'etapa de disseny d'un producte. Sovint un enginyer especificarà materials i processos coneguts i assegurances a costa d'altres barats i eficients. Això redueix els riscos del projecte o, cosa que és el mateix, el cost segons l'enginyer, però a força d'augmentar els riscos financers i disminuir els beneficis. Les bones organitzacions desenvolupen i repassen llistes de verificació per validar el disseny del producte.
Els principis clau del lean manufacturing són:
- Qualitat perfecta a la primera: recerca de zero defectes, detecció i solució dels problemes en el seu origen
- Minimització del malbaratament: eliminació de totes les activitats que no són de valor afegit i xarxes de seguretat, optimització de l'ús dels recursos escassos (capital, gent i espai)
- Millora contínua: reducció de costos, millora de la qualitat, augment de la productivitat i compartir la informació
- Processos "pull": els productes són tibats (en el sentit de sol·licitats) pel client final, no empesos pel final de la producció
- Flexibilitat: produir ràpidament diferents barreges de gran varietat de productes, sense sacrificar l'eficiència a causa de volums menors de producció
- Construcció i manteniment d'una relació a llarg termini amb els proveïdors prenent acords per compartir el risc, els costos i la informació

Lean és bàsicament tot el concernent a obtenir les coses correctes al lloc correcte, en el moment correcte, en la quantitat correcta, minimitzant el malbaratament, sent flexible i estant obert al canvi.